# Ingólfshöfði
Ingólfshöfði är en udde i republiken Island.   Den ligger i regionen Austurland, i den södra delen av landet, 260 km öster om huvudstaden Reykjavík.
Terrängen inåt land är platt. Havet är nära Ingólfshöfði åt sydost.  Det finns inga samhällen i närheten. 